# Kōzu-shima
Kōzu-shima (神津島) est une île volcanique de l'archipel d'Izu, dans la sous-préfecture d'Izu Oshima. L'île fait partie du parc national de Fuji-Hakone-Izu.
Situé au cœur de la zone géologique la plus active du monde, c'est l'endroit de la planète qui reçoit le plus de tremblements de terre avec au minimum un par jour ressenti, qui cause généralement pas ou peu de dégâts, mais pour l'instant aucun grand séisme ne s'est produit.
Administrativement, l'île dépend du village de Kōzushima et la population locale est estimée à 1 856 habitants (juin 2016).
L'île est exploitée dès la Préhistoire pour son gisement d'obsidienne qui a servi à la confection d'artéfacts retrouvés sur l'île de Honshu.

## Géographie

### Climat
| Mois                                             | jan.      | fév.      | mars      | avril     | mai       | juin      | jui.      | août      | sep.      | oct.      | nov.      | déc.      | année     |
| ------------------------------------------------ | --------- | --------- | --------- | --------- | --------- | --------- | --------- | --------- | --------- | --------- | --------- | --------- | --------- |
| Température minimale moyenne (°C)                | 6,3       | 6,6       | 8,7       | 12,6      | 16,4      | 19,5      | 23        | 24,5      | 22,2      | 18,1      | 13,9      | 9         | 15,1      |
| Température moyenne (°C)                         | 8,5       | 9,1       | 11,4      | 15        | 18,6      | 21,2      | 24,6      | 26,3      | 24,1      | 20        | 16,1      | 11,2      | 17,2      |
| Température maximale moyenne (°C)                | 10,6      | 11,4      | 13,9      | 17,4      | 20,9      | 23,3      | 26,8      | 28,6      | 26,3      | 22,1      | 18,2      | 13,4      | 19,4      |
| Record de froid (°C) date du record              | −0,8 2003 | −0,6 2012 | 1,2 2010  | 2,2 2012  | 9,8 2013  | 14 2011   | 17,9 2015 | 18,7 2009 | 15,3 2010 | 11,9 2014 | 5 2019    | 1 2005    | −0,8 2003 |
| Record de chaleur (°C) date du record            | 18,1 2020 | 19,3 2016 | 20,8 2018 | 23,2 2004 | 25,6 2016 | 28,5 2011 | 33,7 2018 | 31,8 2020 | 31 2020   | 27,8 2019 | 24,1 2009 | 22,7 2004 | 33,7 2018 |
| Précipitations (mm)                              | 98,5      | 128       | 198,8     | 170,5     | 183,4     | 262,8     | 189,4     | 197,1     | 208,1     | 334       | 174,4     | 126,3     | 2 271,3   |
| Nombre de jours avec précipitations              | 8,1       | 9,6       | 12,1      | 10,6      | 10,1      | 13,3      | 9,4       | 8,2       | 11,8      | 12,4      | 10,9      | 8,9       | 125,3     |
| dont nombre de jours avec précipitations ≥ 10 mm | 3,2       | 4,6       | 6,1       | 5         | 5         | 6,9       | 4,9       | 3,7       | 5,2       | 6,5       | 5,3       | 3,8       | 60,2      |

| Diagramme climatique                                  |            |              |               |               |               |             |               |               |             |               |            |
| J                                                     | F          | M            | A             | M             | J             | J           | A             | S             | O           | N             | D          |
| 10,66,398,5                                           | 11,46,6128 | 13,98,7198,8 | 17,412,6170,5 | 20,916,4183,4 | 23,319,5262,8 | 26,823189,4 | 28,624,5197,1 | 26,322,2208,1 | 22,118,1334 | 18,213,9174,4 | 13,49126,3 |
| Moyennes : • Temp. maxi et mini °C • Précipitation mm |            |              |               |               |               |             |               |               |             |               |            |